# ماهیچه گونه‌ای بزرگ
ماهیچه گونه‌ای بزرگ (انگلیسی: Zygomaticus major muscle) کار کشیدن گوشه دهان به طرف بالا و عقب را برعهده دارد.
خاستگاه آن استخوان گونه‌ای (زیگوماتیک)، پیوندگاه آن گوشه دهان و عصب‌گیری‌اش از عصب چهره‌ای (فاسیال) است.

## نگارخانه

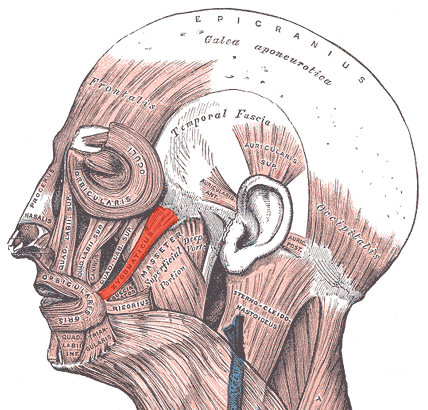